# Gewone schubsnipvlieg
Gewone schubsnipvlieg (Chrysopilus cristatus) is een vliegensoort uit de familie van de snavelvliegen (Rhagionidae). De wetenschappelijke naam van de soort is voor het eerst geldig gepubliceerd in 1775 door Fabricius.